# Курис, Пранас
Пранас Курис (лит. Pranas Kūris; род. 20 декабря 1938, Шедува, Литва) — литовский юрист-международник, учёный-правовед и бывший судья в Европейском суде и Европейском суде по правам человека, профессор Вильнюсского университета.

## Биография
Пранас Курис в 1961 года окончил юридический факультет Вильнюсского университета, после этого в 1963—1965 годах — в аспирантуре в Московском государственном университете. В 1973 году он получил докторскую степень. В 1977—1990 годах был министром юстиции Литовской ССР. В 1990 году стал первым министром юстиции Литовской Республики. Также был профессором сравнительного и международного права Вильнюсского университета, деканом юридического факультета.
В 1992—1994 годах он был послом Литовской Республики в Бельгии, Люксембурге и Нидерландах. С декабря 1994 по октябрь 1998 года Пранас Курис занимал должность судьи Верховного суда Литвы и председателя суда. В 1994—2004 годах был судьёй в Европейском суде по правам человека. С мая 2004 года до июня 2010 года являлся судьёй Европейского суда.
Он является автором около 200 публикаций.
С 1990 года член-корреспондент Академии наук Литвы, с 1996 года академик Академии наук Литвы. По новому статуту Академии, подтверждённому в мае 2011 года, в соответствии с которым в её составе имеются действительные члены, члены эмериты и зарубежные члены, Курис стал членом эмеритом академии.

## Награды
- Большой командорский крест ордена Великого князя Литовского Гядиминаса (10 февраля 1998 года)[2]
- Большой крест ордена Заслуг (1 июля 1998 года, Норвегия)[3]
- Орден Дружбы народов
- Памятный знак за личный вклад в развитие трансатлантических отношений Литвы и по случаю приглашения Литовской Республики в НАТО (12 февраля 2003 года, Литва)[4]